# Exèrcit d'Alliberament de Kosovo
L'Exèrcit d'Alliberament de Kosovo (en albanès: Ushtria Çlirimtare Kombëtare, UÇK) ha estat un grup armat d'origen albanès que lluità per la independència de la província de Kosovo de Sèrbia i Iugoslàvia en el decenni de 1990. El corresponsal de la BBC als Balcans, Paul Wood, en va escriure el 20 de març de 2001: «l'Exèrcit d'Alliberament de Kosovo es va convertir en el moviment guerriller més reeixit dels temps moderns».

## Història
El febrer de 1996 l'UÇK emprenia una sèrie d'atacs contra objectius que incloïen comissaries de policia, oficines governamentals sèrbies i civils serbis a Kosovo. Les autoritats sèrbies van denunciar l'existència d'una organització terrorista i augmentaren el nombre de dispositius de seguretat a la regió. Això va tenir un efecte contraproduent i va estimular la credibilitat de l'UÇK embrionari entre la població albanesa de Kosovo. Aquest nucli inicial de l'UCK estaria format per nacionalistes radicals, defensors de la Gran Albània, i per seguidors de l'antic dictador comunista albanès Enver Hoxha. La primera referència internacional de la seva existència va ser el maig de 1997, quan els suposats caps majors de l'UCK van concedir una entrevista al New York Times.
L'UÇK incloïa en les seves files voluntaris estrangers vinguts des de Suècia, Bèlgica, la Gran Bretanya, Alemanya, els Estats Units i França. També voluntaris croats col·laboraren en les seves campanyes.
La seva campanya contra les forces de seguretat sèrbies va precipitar una important ofensiva militar iugoslava que va portar a la Guerra de Kosovo de 1998-1999. Les autoritats iugoslaves van considerar que era una organització terrorista. Es calcula que l'Exèrcit d'Alliberament de Kosovo ha matat més de 10.000 civils, tant serbis com albanesos.
Després de la guerra, l'UÇK es desmilitaritzà i es transformà en diferents cossos de seguretat kosovars. Alguns dels seus antics dirigents han participat activament de la vida política a Kosovo, com Hashim Thaçi, avui dedicat a la política en el Partit Democràtic de Kosovo (PDK), que va proclamar la independència kosovar.

## Controvèrsies
L'organització va ser classificada com a grup terrorista il·legal a Sèrbia, i va ser identificada com a tal per l'enviat especial dels EUA als Balcans, Robert Gelbard, malgrat que no figurava com a "organització terrorista estrangera" dels Estats Units d'Amèrica. "The Times", el diari britànic, va assenyalar que els organismes d'intel·ligència nord-americans han plantejat la possibilitat d'un vincle entre l'Exèrcit d'Alliberament de Kosovo i Osama bin Laden. També s'han assenyalat els vincles l'UCK amb al crim organitzat i la màfia albanesa.